# Dieunomia boharti
Dieunomia boharti is een vliesvleugelig insect uit de familie Halictidae. De wetenschappelijke naam van de soort is voor het eerst geldig gepubliceerd in 1958 door Cross.